# Bào mòn bằng sóng vô tuyến
Bào mòn bằng sóng vô tuyến là một quy trình y khoa trong đó một phần của hệ dẫn truyền điện tim, khối u hay các mô bất thường chức năng được mài mòn bằng nhiệt năng tạo ra từ dòng điện xoay chiều tần số cao (trong khoảng 350–500 kHz).